# Грб Тувалуа
Грб Тувалуа је званични хералдички симбол пацифичке државе Тувалу. 
Грб се састоји од штита са златним рубом, на којем су осам дагњи, те осам листова банане.
На штиту је приказана колиба на зеленој земљи, испод плавог неба. Испод колибе су стилизовани плави и златни океански таласи.
Испод штита је трака са државним геслом на тувалуанском „Tuvalu mo te Atua“ (Тувалу за Свевишњег).